# Coprosma kirkii
Coprosma kirkii là một loài thực vật có hoa trong họ Thiến thảo. Loài này được Cheeseman mô tả khoa học đầu tiên năm 1897.

## Hình ảnh

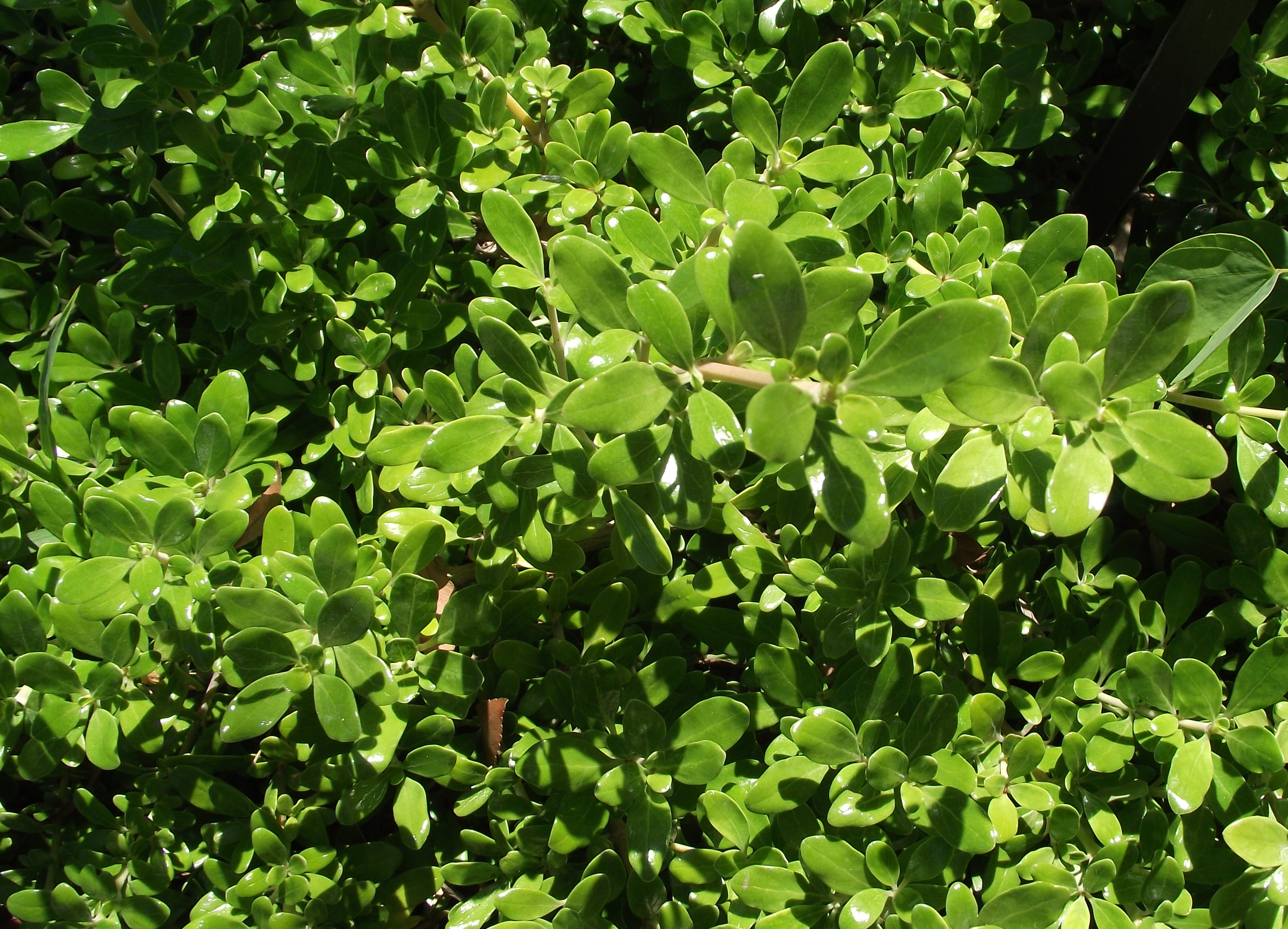